# Gustav Drautz
Gustav Friedrich Drautz (* 13. Februar 1887 in Heilbronn; † 5. November 1957 in Tübingen) war ein deutscher Jurist und Politiker.

## Leben
Als Sohn eines Weingärtners geboren, studierte Drautz nach dem Besuch des Karls-Gymnasiums in Heilbronn Rechtswissenschaften in Heidelberg, Tübingen und Berlin. Während seines Studiums wurde er 1906 Mitglied der Burschenschaft Allemannia Heidelberg und 1908 der Burschenschaft Germania Tübingen. Nach seinen Examina 1910 und 1914 trat er in die württembergische Innenverwaltung ein. 1924 bis 1933 war er Oberamtmann im Oberamt Backnang.
Nach der deutschen Besetzung der Grenzgebiete der Tschechoslowakei infolge des Münchner Abkommens im Oktober 1938 und der Bildung des Reichsgaus Sudetenland wurde er als bisheriger Regierungsdirektor im Oktober 1938 zunächst kommissarisch als Landrat im Landkreis Kaaden eingesetzt. Eine endgültige Übernahme erfolgte jedoch nicht, da er in der Absicht, zum Ministerialrat befördert zu werden, nach Württemberg zurückging.
Am 17. Oktober 1940 beantragte er die Aufnahme in die NSDAP und wurde zum 1. Januar 1941 aufgenommen (Mitgliedsnummer 8.244.947). 1944 wurde er kommissarischer Landrat im Landkreis Tettnang. Zuletzt war er als Ministerialrat und ständiger Vertreter des Arbeitsministers des Landes Württemberg-Hohenzollern in Tübingen. 1952 trat er in den Ruhestand.